# リリヤナ・ナトシール
リリヤナ・ナトシール（Lilyana Natsir 、1985年9月9日 - ）はインドネシアの女子バドミントン選手。北スラウェシ州マナド出身。世界のバドミントン界でベストのミックスダブルスプレイヤーの一人。インドネシアではミックスダブルスの女王と呼ばれる。

## 経歴
ナトシールは9歳のとき、マナドローカルのクラブでバドミントンを始めた。3年後の1997年、ジャカルタのクラブに移り、2002年にナショナルチーム入りした。
混合ダブルスでノバ・ウィディアントとペアを組み、世界選手権2005年大会と2007年大会での2つの金メダルのほか、14のタイトルを獲得。北京オリンピックでも銀メダルを獲得している。このペアは2010年9月に解消されたが、解消の時点でも世界ランキングは1位だった。以降のパートナーはタトウィ・アーマドで2012年全英オープンで優勝、ロンドンオリンピックにも出場した。2013年の世界選手権では金メダルを獲得。
女子ダブルスでは2007年からヴィタ・マリッサとペアを組み、東南アジア競技大会で金メダルなどの結果を残した。2009年、ペア解消。